# Arrone (torrente)
Il torrente Arrone è un corso d'acqua del Lazio
che si sviluppa nel territorio della provincia di Viterbo, da non confondere con un omonimo fiume anch'esso laziale.

## Descrizione
È lungo circa 44 chilometri e sfocia nel Mar Tirreno tra Montalto di Castro e Tarquinia. Il suo bacino si trova ad un'altitudine media di 187 metri sul livello del mare, l'altitudine massima è di 565 metri ed è raggiunta sul Monte di Cellere.
Nasce sul monte Cellere nel territorio comunale di Cellere, per poi scorrere verso il mare attraversando i territori comunali di Piansano, Arlena di Castro, Canino, Tuscania, Montalto di Castro e Tarquinia.
Nel suo tratto terminale è a rischio di fenomeni alluvionali.
Il torrente Arrone è stato indicato come il naturale confine tra il territorio di Tarquinia e quello di Vulci.
Nel 2005 i fondali presenti tra la sua foce e quella del Fiume Marta sono stati proposti come sito di interesse comunitario.

## Flora
Intorno al torrente si sviluppa un habitat favorevole ad alcune specie vegetali.
Tra le specie arboree e arbustive che seguono il suo alveo ricordiamo il salice, l'ontano, il pioppo, il sambuco e il fico, mentre tra le erbe compaiono la canna, l'equiseto, l'Amaranthus retroflexus, la Tromba degli angeli, la clematide, lo stramonio, il medicago e il trifoglio..